# Legal Bootleg Live '99
Legal Bootleg Live '99 è un CD live dei Man, pubblicato dalla Altrichter Music Records nel 2000. Il disco fu registrato dal vivo il 30 luglio 1999 a Tübingen, Germania ed il 28 agosto 1999 a Lachendorf, Germania.

## Tracce
1. 7171 551 – 9:02 (Deke Leonard)
2. Manillo – 4:20 (Martin Ace, Clive John, Micky Jones, Deke Leonard, Terry Williams)
3. Hard Way to Die – 5:23 (Micky Jones, Deke Leonard, Ken Whaley, Terry Williams)
4. Brother Arnold's Red & White Striped Tent – 5:21 (Micky Jones, Deke Leonard)
5. Daughter of the Fireplace – 3:03 (Deke Leonard)
6. Wings of Mercury – 5:21 (Martin Ace, Micky Jones, Deke Leonard, John Weathers)
7. Many Are Called, but Few Get Up/Jam:And in the Beginning/The Storm/Many Are Called (Finale) – 15:26 (Martin Ace, Clive John, Micky Jones, Deke Leonard, Terry Williams)
8. Spunk Rock (Extended CD-Only Bonus Track) – 20:23 (Micky Jones, Clive John)

## Musicisti
- Micky Jones  - chitarra, voce
- Deke Leonard  - chitarra, tastiera, armonica, voce
- Martin Ace  - basso, voce
- Bob Richards  - batteria

Musicista aggiunto 
- George Jones  - chitarra (solo nel brano: 8)